# یاگنگیلو
یاگنگیلو (به صربی: Jagnjilo) یک منطقهٔ مسکونی در صربستان است که در ملادنوواتس واقع شده‌است.